# Fußball-Europameisterschaft 2016/Frankreich
Dieser Artikel behandelt die französische Nationalmannschaft bei der Fußball-Europameisterschaft 2016. Dabei nahmen Frankreichs Männer zum neunten Mal an einer Europameisterschaftsendrunde teil, davon zum dritten Mal nach 1960 und 1984 als Ausrichter des Turniers. Als Gastgeber waren die Franzosen automatisch für die Teilnahme qualifiziert. Die Bleus wurden 2016 Vizeeuropameister.

## Vorbereitung
Der Landesverband FFF hatte zur Vorbereitung auf die EM-Endrunde vier Spielvereinbarungen abgeschlossen. Dabei kam es zunächst Ende März 2016 zu einem Auswärtsspiel gegen die Niederlande; vier Tage später empfing Frankreich Russland und gewann beide Partien (mit 3:2 beziehungsweise 4:2).
Im unmittelbaren Vorfeld des Turniers standen noch Begegnungen mit Kamerun (30. Mai in Nantes) und Schottland (4. Juni in Metz) auf dem Programm, die die Franzosen gleichfalls für sich entschieden (mit 3:2 beziehungsweise 3:0).
Zwischen dem Kamerun- und dem Schottlandspiel reiste der Kader zu einem Rekreationsaufenthalt nach Neustift im Stubaital. Dort handelte der Mannschaftsrat (Lloris, Matuidi, Mandanda und Evra) mit FFF-Präsident Noël Le Graët die Prämienregelung für die EM aus. Sie ist stark erfolgsbezogen: erst ab dem Viertelfinale werden Spieler und Trainer Zahlungen erhalten, und zwar je 165.000 Euro, wenn sie die Runde der letzten Acht nicht überstehen, 210.000 für ein verlorenes beziehungsweise 250.000 für ein gewonnenes Halbfinale und 300.000 Euro im Falle des Titelgewinns. Hinzu kommen je Spieler, unabhängig davon, wie weit ihre Elf bei der EM kommt, pro Partie, in der sie zum Kader gehörten, 15.000 Euro für die Überlassung ihrer persönlichen Bildrechte („Fotoprämie“); diese schließt auch die zehn dem Endturnier vorangehenden Freundschaftsspiele der Saison 2015/16 ein, so dass bei Erreichen des Endspiels bis zu 255.000 Euro hinzukommen. Auch die Reservisten (siehe den Kaderabschnitt hierunter) und die wegen Verletzung gestrichenen Spieler gehen nicht leer aus, falls die Bleus das Achtelfinale überstehen; sie erhalten rund 45.000 Euro pro Person, wenn der Europameister 2016 Frankreich heißt.

## Aufgebot
Nationaltrainer Didier Deschamps hat am 12. Mai 2016 eine Liste von 31 Spielern bekanntgegeben; dabei hat er bereits differenziert, indem er acht von ihnen als mögliche Nachrücker (réservistes) gekennzeichnet hat. Auch zwei Jahre zuvor hatte er sich anlässlich der Weltmeisterschaft in Brasilien sehr frühzeitig auf den endgültigen 23er-Kader festgelegt. Am 31. Mai musste er Lassana Diarra verletzungsbedingt durch Morgan Schneiderlin ersetzen.
| Nr.                                          | Name                | Verein              | Geburtsdatum  | Spiele   | Tore     | Letzter Einsatz | EM-Sp.             | Anzahl der Spiele            | Min.     | Tor      | 0 (a)0   | 0        | 0        |
| Torhüter                                     | Torhüter            | Torhüter            | Torhüter      | Torhüter | Torhüter | Torhüter        | Torhüter           | Torhüter                     | Torhüter | Torhüter | Torhüter | Torhüter | Torhüter |
| -------------------------------------------- | ------------------- | ------------------- | ------------- | -------- | -------- | --------------- | ------------------ | ---------------------------- | -------- | -------- | -------- | -------- | -------- |
| 23                                           | Benoît Costil       | Stade Rennes        | 3. Juli 1987  | 0        | 0        |                 |                    |                              |          |          |          |          |          |
| 01                                           | Hugo Lloris         | Tottenham Hotspur   | 26. Dez. 1986 | 75       | 0        | 04.06.2016      | 4 (2012)           | 7                            | 660      |          |          |          |          |
| 16                                           | Steve Mandanda      | Olympique Marseille | 28. März 1985 | 22       | 0        | 25.03.2016      |                    |                              |          |          |          |          |          |
| Abwehr                                       |                     |                     |               |          |          |                 |                    |                              |          |          |          |          |          |
| 17                                           | Lucas Digne         | AS Rom              | 20. Juli 1993 | 12       | 0        | 29.03.2016      |                    |                              |          |          |          |          |          |
| 03                                           | Patrice Evra        | Juventus Turin      | 15. Mai 1981  | 73       | 0        | 04.06.2016      | 2 (2008), 1 (2012) | 7                            | 660      |          | 1        |          |          |
| 02                                           | Christophe Jallet   | Olympique Lyon      | 31. Okt. 1983 | 11       | 1        | 25.03.2016      |                    |                              |          |          |          |          |          |
| 21                                           | Laurent Koscielny   | FC Arsenal          | 10. Sep. 1985 | 29       | 1        | 04.06.2016      | 1 (2012)           | 7                            | 642      |          | (1) 1    |          |          |
| 13                                           | Eliaquim Mangala    | Manchester City     | 13. Feb. 1991 | 7        | 0        | 11.10.2015      |                    | 1                            | 18       |          |          |          |          |
| 04                                           | Adil Rami           | FC Sevilla          | 27. Dez. 1985 | 28       | 1        | 04.06.2016      | 4 (2012)           | 4                            | 360      |          | (2)      |          |          |
| 19                                           | Bacary Sagna        | Manchester City     | 14. Feb. 1983 | 57       | 0        | 04.06.2016      |                    | 7                            | 660      |          |          |          |          |
| 22                                           | Samuel Umtiti       | Olympique Lyon      | 14. Nov. 1993 | 0        | 0        |                 |                    | 3                            | 300      |          | (1) 1    |          |          |
| Mittelfeld                                   |                     |                     |               |          |          |                 |                    |                              |          |          |          |          |          |
| 06                                           | Yohan Cabaye        | Crystal Palace F.C. | 14. Jan. 1986 | 46       | 4        | 04.06.2016      | 3 (2012)           | 2                            | 91       |          |          |          |          |
| 05                                           | N’Golo Kanté        | Leicester City      | 29. März 1991 | 4        | 1        | 04.06.2016      |                    | 4                            | 244      |          | (2) 1    |          |          |
| 14                                           | Blaise Matuidi      | Paris Saint-Germain | 9. Apr. 1987  | 44       | 8        | 04.06.2016      |                    | 7                            | 583      |          | 1        |          |          |
| 15                                           | Paul Pogba          | Juventus Turin      | 15. März 1993 | 31       | 5        | 04.06.2016      |                    | 7                            | 602      | 1        | 1        |          |          |
| 12                                           | Morgan Schneiderlin | Manchester United   | 8. Nov. 1989  | 15       | 0        | 17.11.2015      |                    |                              |          |          |          |          |          |
| 18                                           | Moussa Sissoko      | Newcastle United    | 16. Aug. 1989 | 38       | 1        | 04.06.2016      |                    | 6                            | 382      |          |          |          |          |
| Angriff                                      |                     |                     |               |          |          |                 |                    |                              |          |          |          |          |          |
| 20                                           | Kingsley Coman      | FC Bayern München   | 13. Juni 1996 | 5        | 1        | 04.06.2016      |                    | 6                            | 272      |          |          |          |          |
| 10                                           | André-Pierre Gignac | UANL Tigres         | 5. Dez. 1985  | 27       | 7        | 04.06.2016      |                    | 6                            | 204      |          |          |          |          |
| 09                                           | Olivier Giroud      | FC Arsenal          | 30. Sep. 1986 | 49       | 17       | 04.06.2016      | 3 (2012)           | 6                            | 456      | 3        | (1)      |          |          |
| 07                                           | Antoine Griezmann   | Atlético Madrid     | 21. März 1991 | 27       | 7        | 04.06.2016      |                    | 7                            | 555      | 6        |          |          |          |
| 11                                           | Anthony Martial     | Manchester United   | 5. Dez. 1995  | 9        | 0        | 04.06.2016      |                    | 3                            | 68       |          |          |          |          |
| 08                                           | Dimitri Payet       | West Ham United     | 29. März 1987 | 19       | 3        | 04.06.2016      |                    | 7                            | 506      | 3        |          |          |          |
| Trainer                                      |                     |                     |               |          |          |                 |                    |                              |          |          |          |          |          |
|                                              | Didier Deschamps    |                     | 15. Okt. 1968 | 103      | 4        | 2012            |                    | 3 (1992), 4 (1996), 6 (2000) |          |          |          |          |          |
| Reserve (Übersicht der möglichen Nachrücker) |                     |                     |               |          |          |                 |                    |                              |          |          |          |          |          |
|                                              | Alphonse Aréola     | FC Villarreal       | 27. Feb. 1993 | 0        | 0        |                 |                    |                              |          |          |          |          |          |
|                                              | Hatem Ben Arfa      | OGC Nizza           | 7. März 1987  | 15       | 2        | 17.11.2015      | 2 (2012)           |                              |          |          |          |          |          |
|                                              | Kevin Gameiro       | FC Sevilla          | 9. Apr. 1987  | 8        | 1        | 11.11.2011      |                    |                              |          |          |          |          |          |
|                                              | Alexandre Lacazette | Olympique Lyon      | 28. Mai 1991  | 10       | 1        | 11.10.2015      |                    |                              |          |          |          |          |          |
|                                              | Adrien Rabiot       | Paris Saint-Germain | 3. Apr. 1995  | 0        | 0        |                 |                    |                              |          |          |          |          |          |
|                                              | Djibril Sidibé      | OSC Lille           | 29. Juli 1992 | 0        | 0        |                 |                    |                              |          |          |          |          |          |

### Spieler, die nur im vorläufigen Kader standen
Mitte Mai 2016 wurde bei Raphaël Varane eine Oberschenkelverletzung diagnostiziert. Er wurde durch Adil Rami ersetzt. Am 28. Mai 2016 wurde Jérémy Mathieu durch Samuel Umtiti ersetzt, da Mathieu aufgrund einer Verletzung nicht rechtzeitig fit wurde.
| Position   | Name           | Verein              | Geburts- Datum | Länderspiel- einsätze | Länderspiel- tore | Letzter Einsatz | EM-Spiele |
| ---------- | -------------- | ------------------- | -------------- | --------------------- | ----------------- | --------------- | --------- |
| Abwehr     | Jérémy Mathieu | FC Barcelona        | 29. Okt. 1983  | 5                     | 0                 | 29.03.2016      |           |
| Abwehr     | Raphaël Varane | Real Madrid         | 25. Apr. 1993  | 29                    | 2                 | 29.03.2016      |           |
| Mittelfeld | Lassana Diarra | Olympique Marseille | 10. März 1985  | 34                    | 0                 | 30.05.2016      |           |

Anmerkungen:
1. 1 2 3 4  Stand: 4. Juni 2016
2. ↑  Stand: Vor Beginn der EM-Endrunde
3. 1 2 3  Als Spieler

## Spiele der französischen Mannschaft

### Gruppenphase
In der EM-Gruppenphase traf Frankreich auf Rumänien (EM-Eröffnungsspiel), Albanien und die Schweiz.
Die Eidgenossen zählen zu den häufigsten Gegnern der französischen Länderspielgeschichte (bisher 37 Begegnungen, die letzte ein 5:2-Sieg bei der Weltmeisterschaft 2014); auf die Rumänen ist Frankreich 16 Mal getroffen und auf Albanien sechsmal. Gegen alle drei ist die Bilanz der Bleus positiv.
Allerdings standen die Franzosen zum Zeitpunkt der Gruppenauslosung lediglich auf Platz 25 der FIFA-Weltrangliste. Entsprechend skeptisch war die Erwartung hinsichtlich ihres Abschneidens im eigenen Land. Das Fachblatt France Football veröffentlichte im Dezember 2015 eine Umfrage, nach der 10 % der Befragten davon ausgingen, dass die Nationalelf bereits nach der Gruppenphase ausschiede, während ihr nur 9 % das Erreichen des Endspiels und 5 % den Titelgewinn zutrauten. Ihren entsprechenden Themenschwerpunkt überschrieb die Zeitschrift mit der Feststellung „Équipe de France: Zehn Jahre voller Missgeschicke“. Erst nach den erfolgreichen Testspielen verbesserte sich die Stimmung in Frankreich; unmittelbar vor Turnierbeginn wurde das Team bei den dortigen Buchmachern sogar als einer der heißesten Titelanwärter geführt.
| Pl. | Land       | Sp. | S | U | N | Tore    | Diff. | Punkte |
| --- | ---------- | --- | - | - | - | ------- | ----- | ------ |
| 1.  | Frankreich | 3   | 2 | 1 | 0 | 004:100 | +3    | 07     |
| 2.  | Schweiz    | 3   | 1 | 2 | 0 | 002:100 | +1    | 05     |
| 3.  | Albanien   | 3   | 1 | 0 | 2 | 001:300 | −2    | 03     |
| 4.  | Rumänien   | 3   | 0 | 1 | 2 | 002:400 | −2    | 01     |

|                                                              |   |            |           |
| Fr., 10. Juni 2016 um 21:00 Uhr in Saint-Denis               |   |            |           |
| Frankreich                                                   | – | Rumänien   | 2:1 (0:0) |
| Mi., 15. Juni 2016 um 21:00 Uhr in Marseille                 |   |            |           |
| Frankreich                                                   | – | Albanien   | 2:0 (0:0) |
| So., 19. Juni 2016 um 21:00 Uhr in Villeneuve-d’Ascq (Lille) |   |            |           |
| Schweiz                                                      | – | Frankreich | 0:0       |

In diesen drei Begegnungen hatte Deschamps in der Abwehr durchgehend auf Torhüter Lloris und die Viererkette mit Sagna, Rami, Koscielny und Evra – an dessen Stelle die Fachpresse gegen die Schweiz vergeblich den Einsatz von Digne forderte – vertraut; diese Defensivformation ließ bis auf einen Elfmetertreffer kein gegnerisches Tor zu. Auch in Mittelfeld und Angriff kristallisierte sich eine Stammbesetzung heraus, die der Trainer freilich im letzten Gruppenspiel gehörig veränderte, insbesondere, weil die Franzosen bereits qualifiziert waren und auch, um einigen Spielern vor der K.-o.-Runde eine Ruhepause zu verschaffen. Dabei zeigte sich, dass Frankreich hier über einen qualitativ hochwertigen „zweiten Anzug“ (Cabaye, Sissoko, Coman, Gignac) verfügt, der die Stammreihen Pogba–Kanté–Matuidi und Griezmann–Giroud–Payet adäquat zu ergänzen vermochte.
Nach Abschluss der Gruppenspiele war für die französischen Medien und die UEFA, die ihn gegen Rumänien und Albanien jeweils als Player of the Match ausgezeichnet hatte, Dimitri Payet der herausragende französische Spieler; France Footballs Aufmacher beispielsweise lautete auf der Titelseite „Payet, eine Gabe des Himmels“, und die Titelstory war überschrieben „Der erste Euro-Star“.
 Die internationale Presse hingegen richtete ihr Augenmerk insbesondere nach dem Schweiz-Spiel eher auf Paul Pogba, was Le Monde griffig unter der Schlagzeile „Pogba, einziger französischer Sonnenstrahl“ zusammenfasste. Antoine Griezmann hingegen, in Frankreich inzwischen häufiger Grizou genannt, rückte erst in der K.o.-Runde in das internationale Medieninteresse.

### Achtelfinale
Gegen Irland hat Frankreich eine positive Länderspielbilanz vorzuweisen. Beide Teams sind zwar zwischen 1954 und 2010 bereits sechsmal in einer Weltmeisterschafts-Qualifikation aufeinandergetroffen, aber noch nie bei der Endrunde eines Kontinentalturniers.
|                                                            |   |        |           |
| So., 26. Juni 2016 um 15:00 Uhr in Décines-Charpieu (Lyon) |   |        |           |
| Frankreich                                                 | – | Irland | 2:1 (0:1) |

Frankreich begann das Spiel mit derselben Startformation wie im Auftaktmatch gegen Rumänien, also der im Abschnitt hierüber genannten Stammelf. Nachdem es nach zwei Minuten – erneut durch einen, diesmal von Pogba verursachten Foulelfmeter – in Rückstand geraten war, veränderte Deschamps zur zweiten Halbzeit die taktische Ausrichtung. Der Defensivmann Kanté, der aufgrund seiner zweiten gelben Karte im Viertelfinale ohnedies gesperrt ist, wurde durch einen weiteren offensiven Flügelstürmer, Coman, ersetzt. Außerdem rückte Matuidi ab dann von der rechten Seite, wo er „nahezu nicht existierte“, wieder ins zentrale Mittelfeld. Es war dann Griezmann, der mit zwei Treffern binnen drei Minuten das Weiterkommen der Franzosen sicherstellte. Ein vom Schiedsrichter mit Rot bedachtes Foul des Iren Shane Duffy an dem alleine auf Irlands Torhüter zulaufenden Doppeltorschützen verhinderte einen höheren Sieg der Bleus ebenso wie ein Lattentreffer Gignacs. Im Viertelfinale wird auch Rami aufgrund seiner zweiten gelben Karte fehlen.

### Viertelfinale
Auch gegen Island ist die Länderspielbilanz positiv, wobei die Franzosen von den insgesamt elf bisherigen Partien acht gewannen und dreimal remisierten, mithin bisher noch ungeschlagen sind. An Pflichtspielen stehen ausschließlich Qualifikationsbegegnungen zu Buche, und zwar für eine Welt- (1958) sowie vier Europameisterschaftsendrunden (1976, 1988, 1992, 2000). In Frankreich wird als gutes Omen angesehen, dass die UEFA für dieses Match den Niederländer Björn Kuipers als Schiedsrichter angesetzt hat: Kuipers leitete schon bei den zwei vorangegangenen Kontinentalturnieren Spiele der Bleus, die diese jeweils siegreich beendeten – das 2:0 gegen Gastgeber Ukraine bei der EM 2012 und das 5:2 gegen die Schweiz bei der WM 2014.
|                                               |   |        |           |
| So., 3. Juli 2016 um 21:00 Uhr in Saint-Denis |   |        |           |
| Frankreich                                    | – | Island | 5:2 (4:0) |

Deschamps hatte auf die Sperren von Rami und Kanté überraschend reagiert, indem er Samuel Umtiti in der Innenverteidigung zu dessen Länderspieldebüt verhalf und Moussa Sissoko ins rechte Mittelfeld beorderte, statt Kanté positionsgenau durch Cabaye zu ersetzen. So spielte Frankreich wieder im bereits aufgegeben geglaubten 4-2-3-1-System, und dies wurde gegen Island frühzeitig mit Leben gefüllt, weil die Elf von Anbeginn an den Torerfolg suchte: 2:0 nach zwanzig Minuten, 4:0 zur Halbzeit. Und selbst, als sie in der zweiten Hälfte einen Gang zurücknahmen und dem Gegner mehr Ballbesitz ermöglichten, vermochten die Franzosen auf den isländischen Ehrentreffer prompt zu reagieren und binnen kürzester Zeit den 4-Tore-Vorsprung wiederherzustellen. Anschließend nahm der Trainer zunächst den zweifachen Torschützen Giroud und etwas später auch Koscielny vom Feld, um beide mit Gelb vorbelasteten Spieler im Halbfinale dabeihaben zu können.
Kicker Sportmagazin benotete Griezmann und Giroud mit einer Eins, Pogba, Matuidi und Payet mit einer Zwei sowie Torhüter Lloris mit einer 2,5. Lediglich Evra und Novize Umtiti wurden mit der Note vier bewertet.

### Halbfinale
Gegen den amtierenden Weltmeister ist die Gesamtbilanz mit zwölf Siegen (darunter die letzte Partie im November 2015), sechs Unentschieden und neun Niederlagen gleichfalls positiv. Bei Kontinentalturnieren allerdings – bisher waren das ausschließlich Weltmeisterschafts-Endrunden – haben meist die Deutschen das bessere Ende für sich gehabt und setzten sich in drei der vier Aufeinandertreffen durch: Im WM-Halbfinale 1982, der „Nacht von Sevilla“, im Elfmeterschießen, vier Jahre später, erneut im Halbfinale, mit 2:0 und 2014 in der Runde der letzten acht mit 1:0. Frankreich siegte dafür im Spiel um Platz drei bei der WM 1958 deutlich mit 6:3.
|                                             |   |            |           |
| Do., 7. Juli 2016 um 21:00 Uhr in Marseille |   |            |           |
| Deutschland                                 | – | Frankreich | 0:2 (0:1) |

Obwohl Kanté (den Deschamps zumindest in der Schlussphase noch einwechselte) und Rami wieder zur Verfügung standen, begann Frankreich mit derselben Formation wie im Island-Spiel. Dieser Schritt stellte sich als richtig heraus, weil sowohl Umtiti als auch Sissoko sich gegenüber dem Viertelfinale deutlich steigerten. Es war dann Antoine Griezmann mit seinen Turniertreffern fünf und sechs vorbehalten, die statistische Legende von der deutschen Unbesiegbarkeit durch die jeweiligen Endrunden-Gastgeber zu widerlegen. Allerdings verlief das Match sehr viel enger, als es das Endresultat vermuten lässt. Dank einer über die gesamte Spielzeit sehr engagierten Abwehrleistung aller Mannschaftsteile, einem blendend aufgelegten Torwart Lloris und der in diesem Turnier notorischen deutschen Abschlussschwäche geriet der französische Finaleinzug aber nicht mehr in Gefahr.

### Endspiel
Von 24 Begegnungen mit den Portugiesen haben die Bleus 18 gewonnen (darunter auch das letzte Aufeinandertreffen im September 2015 in Lissabon) und nur fünf verloren, zuletzt 1975. Bei Frankreichs Europameistertiteln 1984 und 2000 trafen die beiden Teams jeweils im Halbfinale aufeinander, wobei der Endstand 3:2 beziehungsweise 2:1 – jeweils nach Verlängerung – lautete. Einen ähnlichen Ausgang nahm das Halbfinale der Weltmeisterschaft 2006 (1:0 nach 90 Minuten).
|                                                 |   |          |           |
| So., 10. Juli 2016, um 21:00 Uhr in Saint-Denis |   |          |           |
| Frankreich                                      | – | Portugal | 0:1 n. V. |

Das Endspiel bestritt Frankreich mit derselben Startformation wie die beiden Spiele zuvor. Und die Partie gegen Portugal stellte vom Spielverlauf her eine Blaupause des Halbfinals gegen Deutschland dar – allerdings mit umgekehrten Vorzeichen. Die Bleus dominierten über weite Strecken und ließen bis zur 80. Minute kaum eine gegnerische Chance zu. Gleichzeitig erspielten sie sich im Angriff eine Vielzahl an Torgelegenheiten, die insbesondere durch den lusitanischen Torhüter Rui Patrício zunichtegemacht wurden, so mehrfach gegen den diesmal herausragenden Sissoko, aber auch bei Schüssen und Kopfbällen von Griezmann, Giroud und Payet. Der eingewechselte Gignac scheiterte zudem in der vorletzten Minute der regulären Spielzeit am Torpfosten. Je länger das Spiel dauerte, desto weniger überzeugte das französische Spiel, und in der Verlängerung genügte Portugal, das gleichfalls einen Gebälktreffer verzeichnete, ein sehr präziser und scharfer Distanzschuss durch Éder, um den Traum vom dritten EM-Titel Frankreichs zu zerstören.
Auch wenn Deschamps 18 seiner Spieler eingesetzt und während des Turnierverlaufes einen Spielsystemwechsel vorgenommen hatte, hat sich doch eindeutig eine Stammelf (siehe hierneben) herauskristallisiert, bei der lediglich eine der Mittelfeldpositionen zwischen Sissoko und Kanté umkämpft war. Außerdem hatte Rami seinen Platz in der Innenverteidigung für die letzten Spiele an Umtiti verloren. Gignac und Coman, die zu je sechs Einsätzen kamen, wurden überwiegend (fünf- beziehungsweise viermal) nur eingewechselt und standen insgesamt für 204 respektive 272 Minuten auf dem Platz.
Antoine Griezmann wurde von der UEFA nicht nur als mit Abstand erfolgreichster Torjäger dieser Europameisterschaft mit dem Goldenen Schuh ausgezeichnet, sondern zudem zum besten Spieler des Turniers gewählt. In der „Mannschaft der EM 2016“ findet sich neben Griezmann auch noch Dimitri Payet. Olivier Giroud schließlich wurde, einen Platz vor Payet, drittbester Torschütze des Turniers.
Die Nationalelf kletterte aufgrund ihres Abschneidens in der FIFA-Weltrangliste vom 17. auf den siebten Platz.

## Bewertung der Spieler
France Football hat die gezeigten Leistungen der französischen Kadermitglieder beurteilt und dabei als zusätzliches Kriterium deren Zukunftsperspektive, etwa in Hinblick auf die Weltmeisterschaft 2018, einbezogen. Das Fachblatt hat hierfür nicht, wie üblich, Noten von eins bis zehn vergeben, sondern die 23 Spieler in sieben „Qualitätsstufen“ eingeordnet und dies jeweils in einer persönlichen Laudatio begründet. In der höchsten finden sich Lloris, Griezmann und Sissoko, auf dem zweiten Level Matuidi und Koscielny, auf dem dritten Kanté, Umtiti, Giroud und Payet. Pogba und Martial bilden die vierte Stufe, Rami und Coman die fünfte. Für Evra, Jallet, Gignac und Sagna sieht die Redaktion keine Perspektive mehr im blauen Dress.